# هيثم لوصيف
هيثم لوصيف هو لاعب كرة قدم جزائري في مركز الوسط، ولد في 8 يوليو 1996 في باتنة في الجزائر. لعب مع نادي بارادو.

## وصلات خارجية
- هيثم لوصيف على موقع قاعدة بيانات كرة القدم.إي يو (الإنجليزية)
- هيثم لوصيف على موقع ناشيونال فوتبول تيمز (الإنجليزية)
- هيثم لوصيف على موقع Soccerway.com (الإنجليزية)